# Нестали Солуч
Нестали Солуч (персијски: جای خالی سلوچ‎‎; 1979) је роман иранског аутора Махмуда Довлатабадија, превео са персијског језика на енглески Камран Растегар 2007. године. Ушао је у ужи избор за награду за најбољу преведену књигу 2008. године.
Довлатабади је дело написао за само 70 дана, након што је пуштен из затвора, а дело је у затвору носио у глави. То је био први роман овог писца написан на свакодневном језику народа, персијском, и био је веома утицајан у време револуционарног Ирана због симпатетичног приказа пролетаријата, који је био нов у савременој иранској књижевности. Ово је и први роман Долатабадија који је преведен на енглески (2007).
Роман описује рурални сеоски живот у фиктивном граду на северу Ирана шездесетих година, када су многи људи из села прелазили у градове. Главни лик је „Мерган”, жена чији муж, „Солуч”, је нестао без речи, остављајући за собом два дечака и једну девојчицу. Роман показује шта се дешава кад се Мерганова породица суочава са свакодневним неприликама сиромашних, као што су крађа, глад и насиље, правећи паралелу између распада села и сила савремености. Преводилац Камран Растегар написао је есеј о роману под називом „Читање Несталог Солуча у САД-у. У том есеју он посматра и види Махмуд Долатабадијевог Несталог Солуча као уметност уместо као политичку метафору.“ Даље он каже да „Долатабади деликатно покушава да прати значајне промене руралног живота у Ирану, током једне генерације средином двадесетог века.“
Бен Лајтал из New York Sun-а је похвалио роман, тврдећи да је то била књига из 2007. године коју је највише желео да препоручи. Елхам Гејтанчи у Речима без граница каже: „да је Долатабади створио ремек-дело; причу о сиромашним сељанима чија осећања и страхови у нас остављају мученину, јер се њихови страхови увлаче у нашу машту, наше егзистенцијалне сумње у смисао живота и смрти“. Publishers Weekly је дело назвао „оштрим али запањујућим портретом савременог руралног Ирана. Прича је неуморна, али лепо и изузетно изложена и прожета надом“.